# Josep Barceló Moner
Josep Barceló Moner (Palma, 1924 - Ídem, 12 d'octubre de 2002) fou un arquitecte i pintor de Palma (Mallorca, Illes Balears). Era fill de Pedro Barcelo (pintor) també.
Barceló va estudiar a l'Escola d'Arquitectura de Barcelona (1946-52) i allà va doctorar-se el 1964. Va exercir com a professor de dibuix a l'Escola d'arts aplicades i oficis artístics de Palma (1954-68), fou arquitecte escolar provincial de Balears (1957-63) i fou president de la delegació balear del Col·legi d'Arquitectes de Catalunya i Balears (1976-78).
Com a arquitecte destaca especialment el disseny i construcció de l'Estadi Balear (1959-60). Com a pintor va conrear especialment el paisatge i el retrat. Va oferir exposicions monogràfiques els anys 1984, 1986 i 1987.